# Didrik Solli-Tangen
Didrik Solli-Tangen, (n. 11 iunie 1987, Porsgrunn, Telemark), este un cântăreț norvegian. În copilărie, a avut ca hobby-uri șahul și patinajul artistic. El a reprezentat Norvegia la Concursul Muzical Eurovision 2010 cu melodia „My Heart Is Yours”.

## Single-uri
| An   | Titlu               | Poziția concertului | Album |
| An   | Titlu               | NOR                 | Album |
| ---- | ------------------- | ------------------- | ----- |
| 2010 | „My Heart Is Yours” | 2                   | TBA   |